# Acrothamnus montanus
Acrothamnus montanus là một loài thực vật có hoa trong họ Thạch nam. Loài này được (R.Br.) Quinn mô tả khoa học đầu tiên năm 2005.